# Zipang
Zipang (jap. ジパング, Jipangu von Zipangu als alten Namen für Japan) ist ein Manga von Kaiji Kawaguchi, der auch als Anime umgesetzt wurde. Er handelt von einem Aegis-Zerstörer der Japanischen Selbstverteidigungsstreitkräfte, der durch ein Wetterphänomen in den Zweiten Weltkrieg kurz vor die Schlacht von Midway versetzt wird. Weder Manga noch Anime wurden bisher in deutscher Sprache umgesetzt.

## Handlung
Der Aegis-Zerstörer JDS Mirai (DDG-182) ist unterwegs zu einem Manöver mit den USA vor Hawaii, als er in ein ungewöhnliches Wetterphänomen gerät und den Kontakt zu den anderen Schiffen der Flotte verliert. Stattdessen findet er sich inmitten der Flotte für die Invasion Midways 1942 wieder. Die Crew muss sich nun wiederholt die Fragen stellen, ob sie in den Krieg eingreifen und somit die Weltgeschichte verändern soll.

## Veröffentlichung
Der Manga von Kaiji Kawaguchi erschien von 2000 bis Ausgabe 49/2009 (5. November 2009) in Kōdanshas Magazin Morning. Die Kapitel wurden in 43 Sammelbänden (Tankōbon) zusammengefasst.
Der Manga wurde im Jahr 2002 mit dem Kōdansha-Manga-Preis ausgezeichnet.

## Anime
Studio Deen adaptierte den Manga als Anime-Fernsehserie unter der Regie von Kazuhiro Furuhashi, der auch für das Drehbuch verantwortlich war. Die 26 Folgen, die den Manga grob nur bis Kapitel 69 abdecken, wurden vom 8. Oktober 2004 bis 1. April 2005 nach Mitternacht (und damit am vorigen Fernsehtag) auf TV Tōkyō in der Kantō-Region erstausgestrahlt, sowie ab 17. Oktober auf den angeschlossenen Sendern Tōhoku Hōsō in der Präfektur Miyagi und RKB in der Präfektur Fukuoka, ab 19. Oktober auf Hokkaidō Hōsō und ab 31. Oktober 2004 auf Mainichi Hōsō in Kinki.
Die Musik zur Serie stammt von Toshihiko Sahashi.